# Важов, Станислав Сергеевич
Станислав Сергеевич Важов (род. 2 ноября 1944, Ленинград) — советский и российский композитор, член Правления Союза композиторов Санкт-Петербурга, автор произведений в области оперного искусства, симфонических, хоровых, камерных и песенных сочинений, музыки к многочисленным театральным, теле- и радиопостановкам.

## Биография
Станислав Важов родился 2 ноября 1944 года в Ленинграде. Окончил Ленинградскую консерваторию в 1972 г. Диплом композитора, класс доцента А. Пэн-Чернова, затем профессора Б. Арапова.
Начиная с 1972 года С. С. Важов, вступив на должность концертмейстера, а потом Музыкального руководителя курса Ленинградского театрального института (ЛГИТМиК) надолго связал своё творчество с работой в области театрального искусства. В разные годы композитором была создана музыка к более 50-ти театральным постановкам. Он работал с такими известными режиссёрами, как З. Я. Корогодский (Ленинградский ТЮЗ — спектакли: «Горячий камень», «Привет, очкарики», «Баллада о славном Бильбо Бэггинсе»), Владимир Рубанов (Академический театр драмы им. А. С. Пушкина), Николай Боровков (Ленинградский кукольный театр сказки), Борис Цейтлин (Казанский молодёжный театр). Кирилл Филинов (Ленинградский молодой театр — спектакль «До третьих петухов» В. М. Шукшина).
Станислав Важов является лауреатом Национальной премии «Золотая маска» — как один из авторов создателей спектакля «Буря» Казанского молодёжного театра, а также дипломантом и номинантом за другие работы. Спектакль с музыкой С. Важова «Погром» Казанского Молодёжного театра удостоен Государственной премией Российской Федерации. Значительными работами оказались радиоспектакли, сделанные совместно с режиссёром Галиной Дмитренко и прозвучавшие в эфире за последние годы: — «Без семьи» (1996), «Рики-Тики-Тави» (2002), «Чёрная курица» (2003), «Табу-актёр» (2007). В этих спектаклях были заняты такие известные артисты, как И. Дмитриев, И. Соколова, В. Дрейден, А. Толубеев, А. Лыков и другие.